# Silke Thorrez
Silke Thorrez (Beselare, 22 september 1990) is een Vlaams theatermaker en actrice.

## Studies
Na haar studies Communicatiewetenschappen te Brussel, studeerde Thorrez in 2017 af als Master in de Drama, afstudeerrichting Kleinkunst aan het Koninklijk Conservatorium Antwerpen. Op haar 17de mocht ze niet verder studeren op Studio Herman Teirlinck.

## Theater
Thorrez speelde al bij van tijdens haar opleiding bij theatergezelschappen, iets wat ze na haar studies ook bleef verder doen. Zo speelde ze al bij  Theater Antigone, hetKIP, de Mannschaft en Blauwhuis.
Ze regiseert zelf ook theaterstukken. Haar meest recente stuk, Coupe Familiale (2019, Theater Antigone) werd geselecteerd voor het Theaterfestival 2020. De voorstelling kon helaas niet doorgaan wegens de COVID-19 pandemie.
Bij jeugdtheater Larf! geeft ze wekelijkse theaterateliers.

## Televisie
In het najaar van 2020 was Thorrez voor het eerst te zien in De Anderhalve Meter Show op VIER, een productie van Woestijnvis. Later was ze ook te zien in Onder Vuur (als Karlijn, Geronimo), Chantal (als Sylvie Velghe, Eyeworks) en Nonkels (als Anke Persyn, Woestijnvis).